# Hjortshøj Kirke
Hjortshøj Kirke ligger i Hjortshøj Sogn, Aarhus Kommune i den nordlige del af Hjortshøj ca. 11 km NØ for Aarhus C.

## Eksterne kilder og henvisninger
- Hjortshøj Kirke Arkiveret 31. januar 2011 hos  Wayback Machine hos nordenskirker.dk
- Hjortshøj Kirke hos KortTilKirken.dk

- Wikimedia Commons har flere filer relateret til Hjortshøj Kirke